# Scaptomyza villosa
Scaptomyza villosa är en tvåvingeart som beskrevs av Hardy 1965. Scaptomyza villosa ingår i släktet Scaptomyza och familjen daggflugor. Inga underarter finns listade i Catalogue of Life.